# Hältholms grunden
Hältholms grunden är en ö nära Aspholm i Nagu,  Finland. Den ligger i Skärgårdshavet i Pargas stad i den ekonomiska regionen  Åboland i landskapet Egentliga Finland, i den sydvästra delen av landet. Ön ligger omkring 1 kilometer väster om Aspholm, 14 kilometer öster om Nagu kyrka, 32 kilometer söder om Åbo och omkring 150 kilometer väster om Helsingfors. Närmaste allmänna förbindelse är förbindelsebryggan vid Pensar som trafikeras av M/S Nordep.
Öns area är 1 hektar och dess största längd är 230 meter i öst-västlig riktning.